# 莱赫·科杰约夫斯基
莱赫·科杰约夫斯基（波蘭語：Lech Koziejowski，1949年4月3日—），波兰男子击剑运动员，他曾获得1972年夏季奥运会男子花剑团体金牌和1980年夏季奥运会男子花剑团体铜牌，他也参加了1976年夏季奥运会，但并未获得奖牌。